# Balogh Béla (gépészmérnök)
Balogh Béla Péter (Debrecen, 1909. augusztus 26. – Budapest, 1971. február 12.) gépészmérnök, hajógyártási elméleti és gyakorlati szakember.

## Életrajza
Balogh Péter földbirtokos és Polgári Mária gyermekeként született.

## Munkássága
Jelentős szerepe volt az ún. Duna-tengerjárók tervezésében. Scharbert Gyula kollégájával bevezették a hazai úszódaru-gyártást.
1955-ben jelent meg a Vikár Tamással közösen írt, Hajók elmélete című könyve.

## Művei
- A hajók elmélete. (Vikár Tamással) Akadémiai Kiadó, Budapest, 1955